# Шайенски език
Шайенският език е говорен от хората от индианското племе шайени, живеещи днес в Монтана и Оклахома, САЩ.

## Фонетика
Фонемите в шайенския език са:
- беззвучни непредихателни преградни и преградно-проходни съгласни – p, t, ts, k, ˀ
- беззвучни преградни съгласни – s, ṥ, x, h
- носови съгласни – m, n
- звучни проходни съгласни – v ([v], [w])
- звучни гласни – e ([i] to [£]), a, o ([u] to [o])
- беззвучни гласни – E, A, O

В шайенския език има 3 гласни: а, е, о, които могат да бъдат звучни или беззвучни (прошепнати). Гласната e(е) почти винаги се произнася i(и). Последната гласна в дума винаги е беззвучна.
|           | Предна | Централна | Задна |
| --------- | ------ | --------- | ----- |
| Междинна  | e      |           | o     |
| Низходяща |        | a         |       |

Гласните имат също така 4 нива на тона, от възходяща към низходяща:
- възходяща – ừ
- междинна към низходяща – ṽ
- понижаваща възходяща – ṿ
- низходяща – v

|                 | Двуустнени | Зъбни | Постзаднонебни | Заднонебни | Гласилкови |
| --------------- | ---------- | ----- | -------------- | ---------- | ---------- |
| Преградни       | p          | t     |                | k          | ʔ          |
| Проходни        | v          | s     | ʃ              | (x)        | h          |
| Носовопреградни | m          | n     |                |            |            |

Практическата шайенска азбука следва внимателно фонемния анализ; глоталната преградна е написана с апострофа ('), а беззвучните гласни са написани като пунктирани гласни: ẻ, ả, ỏ. Състоянието и разпределението на понижаващия възходящ тон е неопределен.

## Граматика
Шайенският език разделя Света на две категории, които са отразени в граматиката – на одушевени и на неудушевени. Така съществителните, които се отнасят до даден обект трябва да покажат дали предмета е одушевен или неодушевен. Глаголите също трябва да покажат дали се отнасят до одушевени или до неодушевени предмети. Това разделение се отразява и върху мъжкия и женския род на думите.
Думите за одушевените предмети в мн.ч. окончават на „-о (-о)„ или на „-he (хе) неодушевените предмети в мн.ч. окончават на „-etse (-етсе)„ „-otse (-отсе)„ -notse (-нотсе)„ „-netse (-нетсе)„
Има думи, които се различават по начина на изговаряне на дадена гласна, която е под ударение и високо или ниско изговаряне.
Съществуват известен брой думи, които се различават по това дали се изговарят с гърлен звук или без.
Всяка дума трябва да завършва на съгласна плюс една от гласните или на (-хе). Ако думата завършва на гласна като например в думата нако – мечка (nahko) става nahkoHE. Последната гласна винаги е прошепната. Всяка гласна, която носи ударение трябва да бъде последвана от h(х), s(с), ṥ(ш) и също с -tse(-тсе) накрая. Не се чува h(х) след гласна и пред друга съгласна.
Ако в думата има s(с) пред t(т) трябва да има e(е) пред тях.
Когато h(х) е в реда – съгласна, беззвучна гласна, h(х) и звучна гласна, h(х) прави думата твърда и тя се произнася като една сричка.
Ако има ṥ(ш) трябва да има e(е) след нея и ако има гласна пред ṥ(ш) тя също трябва да бъде e(е).
Може да се чува звук u(у) или i(и) между гласните e(е) и o(о) в дадена дума, но те не се пишат
Когато v(в) е до a(а) или o(о) се изговаря като W(у);
Глаголите нямат отделни думи-местоимения, за да се спрягат. Вместо това се състоят от представки и наставки.